# El truc final
El truc final (títol original en anglès, The Prestige) és una pel·lícula estatunidenco-britànica de Christopher Nolan, estrenada el 2006. Adaptació de la novel·la homònima de Christopher Priest, publicada el 1995 (premiada amb el James Tait Black Memorial Prize), el guió és signat per Christopher Nolan i Jonathan Nolan, el seu germà. L'actor britànic Christian Bale encarna el paper d'un mag de finals del segle xix, jutjat per a l'assassinat suposat del seu rival Robert Angier (Hugh Jackman). La pel·lícula conta els anys de rivalitat entre els dos homes, rivalitat que comença de resultes de l'accident mortal de la dona d'Angier, i que es manifesta principalment al voltant d'un truc de màgia anomenat «l'home transportat» que els dos disputen, amb tela de fons les investigacions sobre l'electricitat de Nikola Tesla (encarnat per David Bowie). S'ha doblat al català.
La significació del títol de la pel·lícula prové d'una de les tres etapes (inventades en la ficció en què s'inspira la pel·lícula) que implica un truc de màgia. La primera etapa es diu la «promesa», on el mag ensenya al públic alguna cosa que sembla ordinària, però no ho és. La segona etapa consisteix en l'execució, la «volta», on el mag torna l'acte ordinari extraordinari. El «prestigi», títol de la pel·lícula, i etapa final de la il·lusió, és la part de la volta de màgia on l'imprevist es produeix.

## Argument
La història es desenvolupa a Anglaterra, a Londres, durant l'era victoriana i parcialment a Colorado Springs als Estats Units. Alfred Borden, mag, és acusat de l'homicidi del seu rival i ex-amic Robert Angier. Angier s'ha ofegat en el transcurs d'una volta de màgia, després d'haver caigut d'una trampa en una bóta plena d'aigua i tancada, l'execució de la volta ha anat malament. Únic testimoni present dels llocs, Borden és condemnat a la vista de la vella rivalitat amb Angier. En l'espera de l'execució, Borden rep el diari íntim d'Angier i el comença a llegir.
Flashback. El 1887, Alfred Borden i Robert Angier treballen com públic d'un mestre de la màgia, el denominat «Milton el mag», en una volta particularment perillosa durant la qual l'esposa d'Angier, Julia, lligada, s'allibera d'una bóta hermèticament tancada i plena d'aigua. Un dia, Julia s'ofega sota els ulls del seu marit Angier, i aquest acusa Borden d'haver-la lligat amb un nus de corda inèdit i més difícil de desfer. Borden es reconeix incapaç de recordar-se’n del nus que havia dirigit.
Els homes se separen llavors, i Borden fa carrera sol sota el nom del «Professor». Contracta un "enginyer" de nom Fallon, i es casa amb una espectadora anomenada Sarah, amb qui té una filla, Jess. Pel que fa a Angier, esdevé «El Gran Danton», un nom que li havia estat suggerit per la seva difunta esposa. És ajudat per un "enginyer", Harry Cutter i contracta una jove assistent anomenada Olivia. Angier, disfressat, comença la seva venjança disparant un tret amb una verdadera bala sobre Borden durant un gir de màgia d'aquest, fent-li perdre dos dits de la mà. Borden, més tard, disfressat també, provoca el fracàs d'un número d'Angier de desaparició d'ocell, truc de màgia durant el qual l'ocell mor davant el públic descontent (una persona serà igualment ferida).
Llavors Borden fa el seu truc de màgia de «L'Home Transportat». En aquest truc, Borden passa d'una caixa a una altra, Cutter i és persuadit que el mag utilitza un company. Angier contracta llavors un home que se li assembla, Gerald Root, per tal de reproduir aquest nou truc de màgia que bateja «El Nou Home Transportat». Però Angier és frustrat de fer la major part del truc i per deixar les aclamacions i aplaudiments del públic al seu sòsia, Root.
Confia doncs a la seva ajudanta, Olivia, la missió de fer-se contractar pel seu adversari Borden i de robar-li el seu secret. Olivia s'enamora de Borden, però aconsegueix per Angier el diari de Borden en el qual descriu tots els seus trucs. Per desgràcia, el diari és codificat i impossible de desxifrar sense la paraula clau.

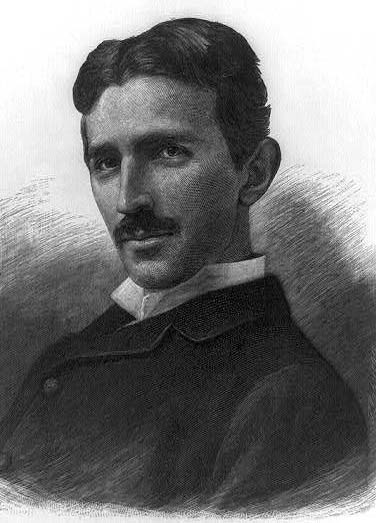
Gravat de Nikola Tesla, inventor

Però Angier no és al final de les seves desgràcies: en una de les representacions del «Nou Home Transportat», Borden desplaça el matalàs sobre el qual Angier havia considerat aterrar. La caiguda causa una ferida a Angier tant física com moral: en efecte, Borden no es conforma a esguerrar el seu rival, sinó que l'humilia pujant a l'escenari i fent la publicitat del seu propi espectacle. Boig de ràbia, Angier captura Fallon i exigeix el secret de l'Home Transportat a canvi de la vida de l'enginyer. Borden accepta, i escriu el seu secret que és també la paraula clau del seu diari: Tesla. Perplex, Angier va a Colorado per tal de trobar Nikola Tesla i descobreix el que sembla el secret de Borden: una màquina permetent teleportar... Desgraciadament la fabricació d'aquest artefacte és llarga i costosa, i allotja Angier en un hotel no lluny del laboratori de Tesla. Angier, sempre enganxat al desxiframent del diari del seu rival, s'hi assabenta d'una terrible notícia: Borden havia anticipat la seva anada a Colorado Springs! Tesla era una falsa pista...
Ebri de còlera, va a Tesla però descobreix que la famosa màquina funciona veritablement (alguns ajusts suplementaris són encara necessaris) i que no es conforma a teleportar l'"assumpte": l'objecte, l'animal o la persona que hi entra resta a lloc i intacte, tot desdoblant-se algunes desenes de metres més lluny. La màquina crea doncs clons perfectes. Tesla és obligat a fugir algun temps més tard, i llega a Angier la versió final de la seva invenció, aconsellant-li amb tot en una carta no servir-se'n. Angier no hi concedeix cap importància i se'n va a Londres amb la seva nova adquisició. Pel que fa a Borden, és esquinçat entre la relació que porta amb Sarah i la que porta amb Olivia. Sarah li retreu que no visqui més que pels seus trucs.
Flashback. Es veu Borden introduint-se entre bastidors i Angier ofegant-se. Borden intenta trencar el vidre de la reserva per salvar Angier, debades.
Angier és finalment a punt per realitzar el «Verdader Home Transportat»: el públic, així com Borden també present a la sala, estan estupefactes quan veuen Angier a 50 metres de l'escena. Borden, encara que s'ha fixat en una trampa sota la màquina d'Angier, no aconsegueix comprendre com aquest hauria pogut recórrer 46 metres (50 Iardes) en menys d'un segon.
Tornada al present. Borden espera a la seva cel·la l'hora de la seva execució. Finalment és penjat. Quan se li atorga una última paraula, es conforma amb afirmació "Abracadabra". Borden mor, el clatell trencat.

## Repartiment

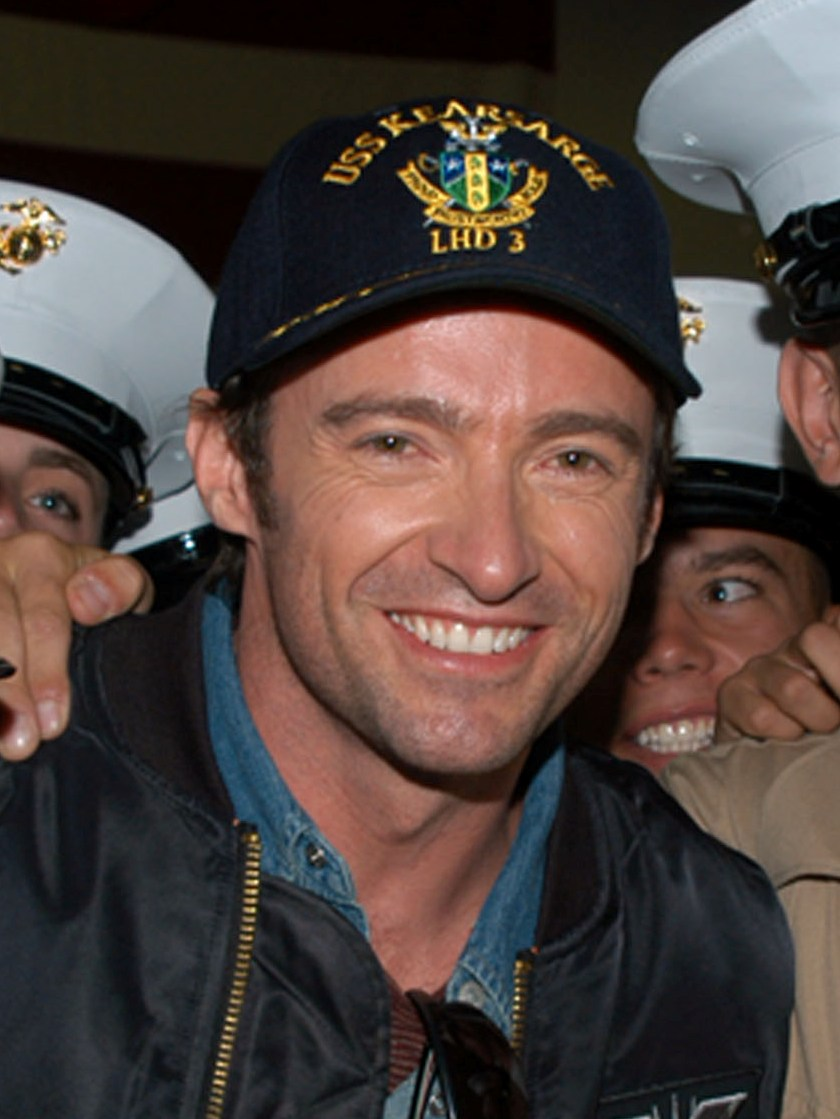
Hugh Hackman, protagonista de la pel·lícula

- Hugh Jackman: Robert Angier, Gerald Root i Lord Carldlow
- Christian Bale: Alfred Borden i Bernard Fallon
- Michael Caine: Harry Cutter
- Scarlett Johansson: Olivia Wenscombe
- Piper Perabo: Julia McCullough
- Rebecca Hall: Sarah Borden
- David Bowie: Nikola Tesla
- Andy Serkis: Mr Alley
- Roger Rees: Owens
- Daniel Davis: Jutge
- William Morgan Sheppard: Merrit
- Edward Hibbert: Ackerman
- Jamie Harris: Sullen Warder
- Ron Perkins: Mànager d'hotel
- Ricky Jay: «Milton el Mag»
- Samantha Mahurin: Jess

## Crítica
La pel·lícula ha aconseguit prop de 110 milions d'euros a tot el món.

Va ser d'altra banda ovacionat pels crítics i compta un 75% de crítiques positives segons Rotten Tomatoes.

## Interpretació cartesiana del guió
L'última escena deixa sentir a l'espectador que el conjunt de la pel·lícula és basat en el model d'un truc de màgia (promesa-torre-prestigi) i que ha de ser considerat doncs com tal. Així, tot el que ha estat vist és mentida i la "verdadera" màgia no existeix. Totes les escenes que ho pretenen han de ser analitzades continuant sent cartesià. Robert Angier mai no ha tingut la màquina de clonar, ho ha pretès tot just al seu diari per tal de passar-li'l a Borden i enganyar-lo. Diversos barrets idèntics en un bosc no tenen res de màgic, i no se'ls veu d'altra banda mai aparèixer. Ídem per al gat negre i per a Angier en escena que pot fer-ho cada vespre amb una simple sòsia i sense ofegar el clon. Un desapareix sota l'escena i la sòsia apareix al balcó.
Excepte que el dia en què Borden disfressat és voluntàriament escollit entre el públic i va entre bastidors, és enxampat, ja que Angier ha previst que serà acusat d'homicidi. Serà doncs l'únic real ofegament d'un "Angier".
Aquesta versió dels fets és reforçada per l'últim pla de la pel·lícula del qual el tràveling va primer d'un Angier mort de bala, i acaba en un segon en una cel·la de vidre plena d'aigua i en la qual es veu una bombolla d'aire escapar-se.
La fi és llavors oberta quant als dos Angier morts (l una persona ofegada i l'altre per pilota). Sòsies ? trigèmins ? En les seves últimes explicacions, l'Angier mort per pilota explica la primera aparició d'un clon i la seva defunció, però com tot el que concerneix els clons allò es queda en l'àmbit del "contat" o de "la il·lusió possible".
L'espectador neòfit que no ha llegit prèviament el llibre de Christopher Priest es pot formular algunes preguntes mirant la pel·lícula, on certes coses passen en silenci i poden crear interrogacions.
Tesla, Borden i Angier
El context: quan Angier captura Fallon i l'enterra viu per tal de treure-li in extremis el secret del truc del '"Home transportat", no havent aconseguit desxifrar tot sol el diari íntim de Borden.
Borden diu llavors a Angier que "la paraula clau és el mètode": "Tesla".
Angier marxa doncs a Amèrica a Colorado Springs per tal de trobar Nikola Tesla.
Una vegada arribat, demana obtenir una cita amb Tesla, que "hauria construït una màquina per a un confrare" alguns anys abans.
Pregunta innocent de l'espectador de la pel·lícula: Quina Màquina ?? Ara bé a la pel·lícula no és pregunta de cap màquina construïda per Tesla, sobretot no per a Borden, per la qual el truc de l'"Home transportat" pot ser dirigit (segons l'escenificació de la pel·lícula) amb un senzill sistema de portes de doble fons en el decorat i una sòsia que surt d'altra banda.
L'espectador intrigat que tindrà ganes de saber-ne més descobrirà que al llibre, Borden s'assabenta dels treballs científics de Nikola Tesla a Londres en una exposició. S'adona immediatament del potencial mistificant dels efectes de l'electricitat i de la reacció del públic (por, temor, viva curiositat), i decideix llavors integrar-la al seu truc de l'"Home transportat", fins llavors presentat sense esclat i recollint reaccions mitigades dels espectadors. Tesla construeix doncs una màquina bastant imponent per a Borden, l'únic efecte de la qual era purament escènic: dotada de nombroses ampolles i cables penjants, podia produir esclats lluminosos, per tal de desviar l'atenció i els ulls dels espectadors, afegint un clima de perillositat al truc de l'"Home transportat".

## Omissions de la pel·lícula, explicacions al llibre
Es comprèn llavors que Borden ha enviat Angier a veure Tesla per desviar-lo de la seva obsessió a descobrir el secret del truc (els bessons Borden) i per frustrar-lo, però irònicament Tesla aconseguirà verdaderament desenvolupar per a Angier una màquina capaç de permetre-li desdoblar-se.
L'origen de la fortuna d'Angier
A la pel·lícula, l'espectador imagina fàcilment Angier i Borden al començament de la seva carrera com dos prestidigitadors procedents d'un mitjà modest, sinó popular.
Angier i Borden veuen cadascun el seu nivell de vida millorar sensiblement al fil del temps, gràcies al desenvolupament dels seus talents, dels espectacles plens, de les gires encertades, de l'èxit amb el públic.
Borden ofereix una bonica casa a la seva esposa i a la seva filla, Pel que fa a Angier, s'obstina a voler trobar el secret de l'"Home Transportat", i l'accent és posat moltes vegades sobre la "fortuna" que Angier hauria invertit en aquest objectiu: en la seva primera trobada amb Nikola Tesla, qui li pregunta si té una idea del "cost d'una màquina com aquesta" (al que Angier respon que els diners no serien un problema, fins i tot si la pregunta de Tesla fos molt més subtil, i implicava també el cost "humà" d'un artefacte igual), però també en el desenllaç de la pel·lícula, quan Borden interroga Angier sobre la raó havent-lo empès a "gastar una fortuna" per venir a buscar. Però d'on li ve aquesta fortuna ?? Això és explicat al llibre.
Com tot mag principiant, a Angier li costa que se'l remuneri correctament al començament, i li calen realment alguns anys abans que les seves activitats d'il·lusionista li permetin treure un guany còmode a la vegada per a ell, els seus empleats i la seva família (al llibre funda també una família).
Tanmateix Angier té la sort de ser d'origen aristocràtic. Pertany a la descendència dels lords Cauderdale, de Caldlow House, a Anglaterra. La seva família ha conservat aquest prestigi social i financer des de fa segles. El pare d'Angier mor quan és encara jove, i els seus béns estan sota la responsabilitat del seu germà gran, Henry. Aquest últim és tanmateix obligat d'assegurar uns ingressos al seu germà fins que atenyi la majoria, i Angier aprofitarà aquesta situació financera estable i tranquil·litzadora per tal de perfeccionar-se en els seus trucs de màgia, per tal de ser financerament autònom quan sigui adult. No serà sense dificultats (Angier reconeix moltes vegades la seva incapacitat a perforar els secrets dels trucs amb un simple cop d'ull), i l'ajuda de la seva esposa Julia li serà preciosa. Acabarà per fer-se conèixer i reconèixer a Anglaterra, a Europa i al Nou Món, i a treure'n d'importants beneficis financers.

## Al voltant de la pel·lícula
- Quan Angier i Borden se separen al començament de la pel·lícula es veu que Borden fet carrera amb el nom del "Professor". Existeix un mag amb aquest nom, es tracta de Dai Vernon que ha estat anomenat «The Professor» per la comunitat dels mags per a les seves capacitats.